# Pride Of Canterbury
Il Pride Of Canterbury è stato un traghetto, appartenuto alla P&O Ferries dal 1991 al 2024.

## Servizio
Varato come traghetto merci il 10 agosto 1991 nel cantiere navale Schichau Seebeckwerft AG di Bremerhaven con il nome di European Pathway e consegnato il 29 dicembre successivo alla P&O Ferries, prende servizio a partire dal 4 gennaio 1992 sulla Dover-Zeebrugge.
Dal 25 novembre 1998 al 22 aprile 1999 viene disarmato a Dunkerque in attesa di un nuovo cambio, dato che il vecchio era stato ceduto al gemello Pride Of Burgundy. Successivamente torna regolarmente in servizio.

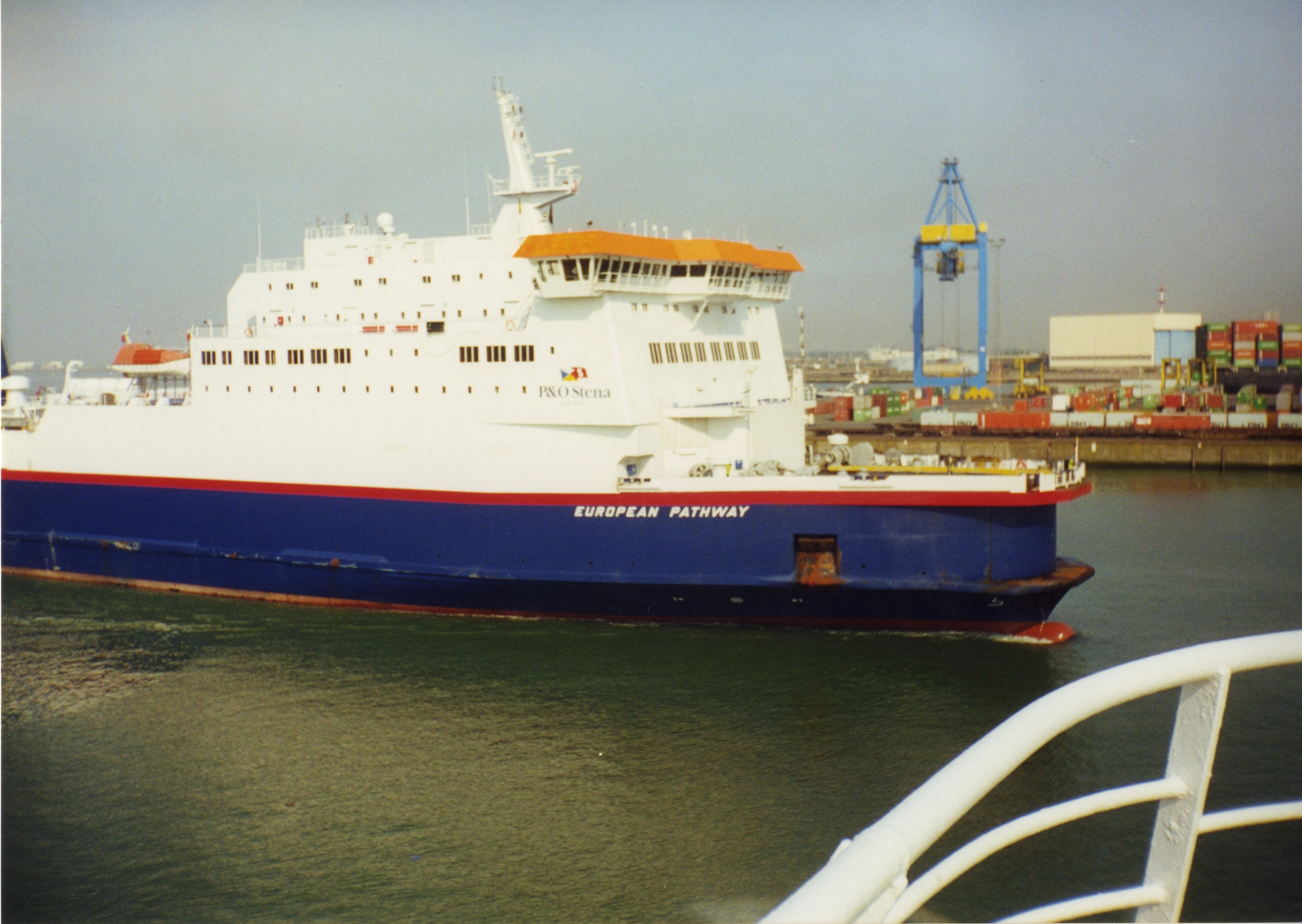
L'European Pathway nel 2000.

Dal 1° dicembre 2002 al 2 maggio 2003 viene sottoposto ad intensi lavori di ammodernamento e trasformazione nel cantiere navale Lloyd Werft di Bremerhaven, dove viene trasformato in traghetto passeggeri e ribattezzato Pride Of Canterbury. Dal 12 maggio torna in servizio tra Dover e Calais.
Il 31 gennaio 2008, durante l'arrivo a Dover, entra in collisione con un oggetto sconosciuto, riportando danni all'elica, allo scafo e all'albero dell'elica. Successivamente all'incidente viene impiegato esclusivamente per il trasporto delle merci a causa della bassa velocità.
Messo fuori servizio il 13 giugno successivo, viene sottoposto ad intensi lavori di manutenzione a Dunkerque, tornando in servizio l'11 marzo 2009.

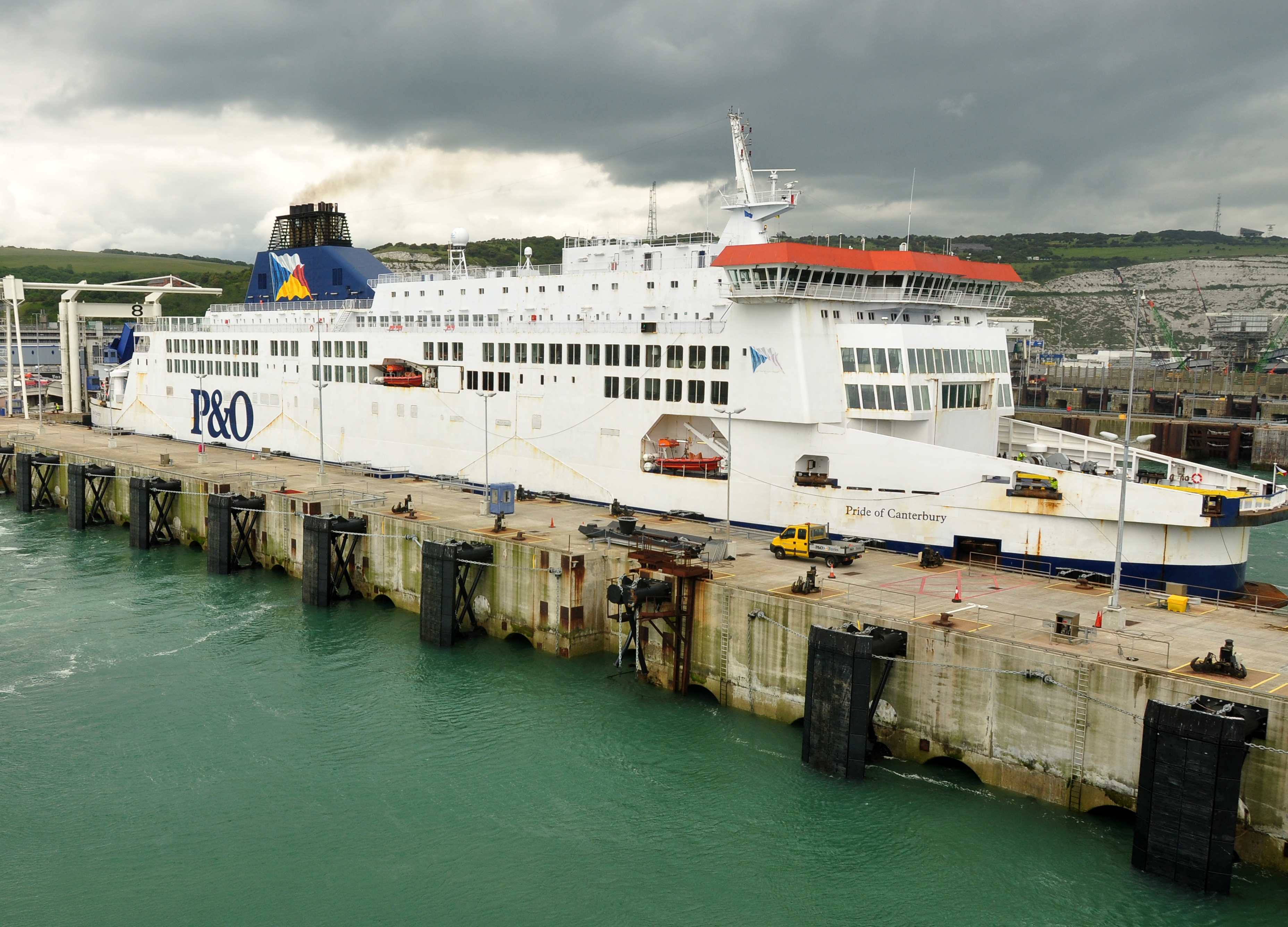
Il Pride Of Canterbury ormeggiato a Dover nel 2012.

Il 29 settembre 2014 scoppia un incendio in sala macchine all'arrivo a Calais, prontamente spento dal sistema antincendio del traghetto. Trasferito il 5 ottobre a Dunkerque al traino del rimorchiatore RT Spirit, viene riparato, tornando in servizio il 12 dicembre successivo.
Dal 5 maggio al 13 ottobre 2020 viene disarmato a Leith a causa del calo del traffico per la pandemia. Dal giorno seguente torna in servizio come traghetto merci tra Dover e Calais.

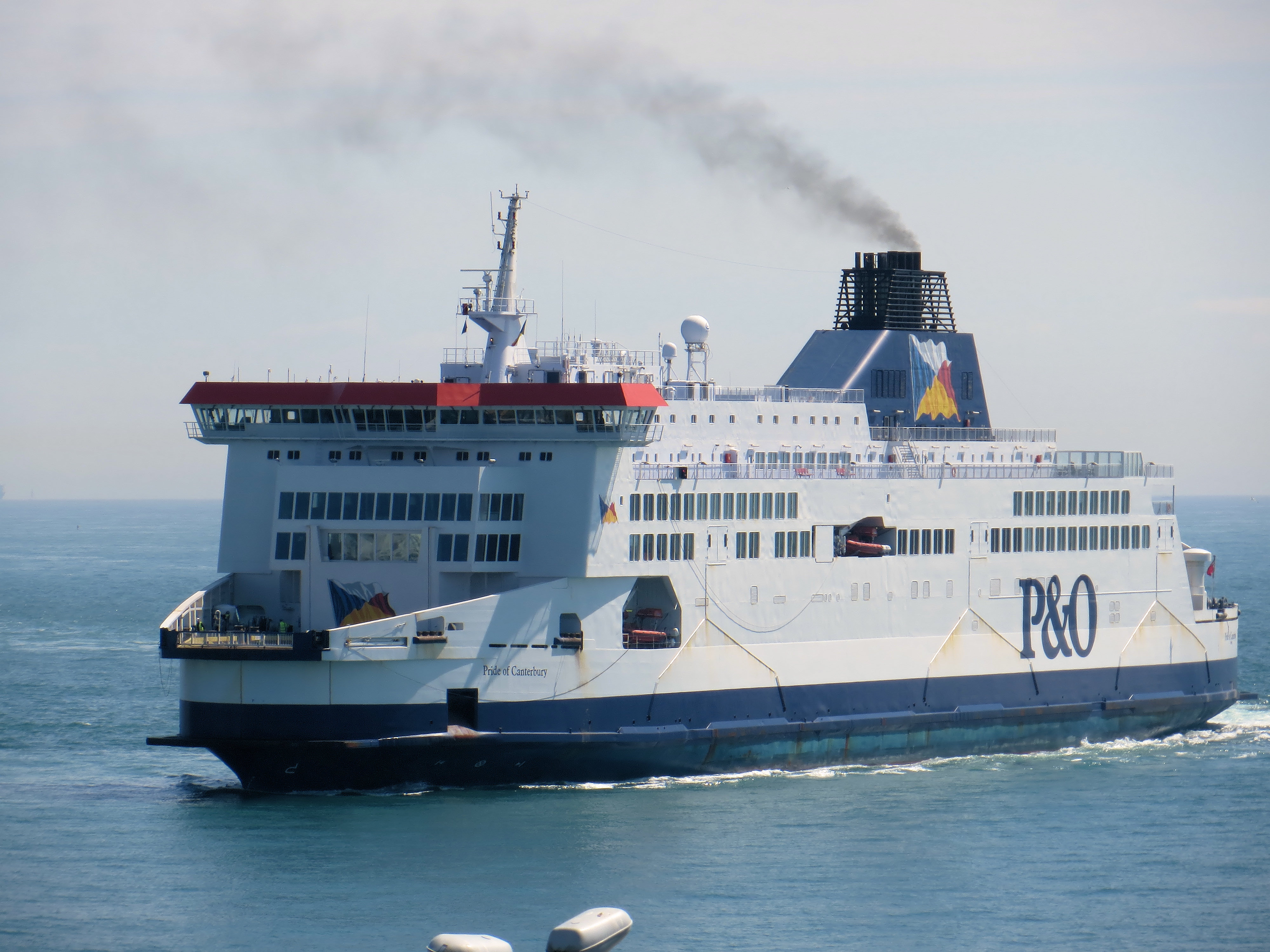
Il Pride Of Canterbury in arrivo a Dover nel 2013.

Il 10 settembre 2023 effettua la sua ultima traversata tra Calais e Dover, venendo disarmato nel porto britannico la sera stessa, sostituito dal nuovo P&O Liberté.
Venduto per la demolizione nel dicembre successivo, viene trasferito prima a Tilbury e,  successivamente a Calais.
Il 5 gennaio salpa per Aliağa, dove giunge il 15 gennaio e, posizionatosi alla fonda, viene spiaggiato nel primo pomeriggio del giorno seguente.

## Navi gemelle
- Blue Wave Harmony
- Pride Of Kent
- Pride Of Burgundy